# Louise Currie
Louise Currie (eigentlich Louise Gunter; * 7. April 1913 in Oklahoma City, Oklahoma; † 8. September 2013 in Santa Monica, Kalifornien) war eine US-amerikanische Schauspielerin der 1940er und 1950er Jahre. Ihr Schaffen umfasst mehr als 40 Filmproduktionen. 

## Leben
Louise Currie wurde als Tochter des Bänkers Charles W. Gunter und dessen Frau Louise Gunter geboren, deren Mädchennamen Currie sie später als Künstlernamen verwendete. Nach dem Besuch einer Mädchenschule in Washington, D.C. besuchte Currie das Sarah Lawrence College, wo sie erstmals ihr Interesse an der Schauspielerei entdeckte. Currie zog daher nach Hollywood und nahm dort Unterricht an einer Schauspielschule von Max Reinhardt.
Durch die Schauspielerin und Talentagentin Sue Carol erhielt sie ab 1940 erste Rollen bei Monogram Pictures und Columbia Pictures, zumeist in B-Movies und Serials sowie in nicht im Abspann genannten Nebenrollen größerer Filmproduktionen. 1941 war Currie als Betty Wallace im Serial Adventures of Captain Marvel zu sehen. Im selben Jahr folgte eine kleine Rolle als Reporterin in dem legendären Filmklassiker Citizen Kane von Orson Welles. Currie war zum Zeitpunkt ihres Todes die zweitletzte noch lebende Darstellerin aus diesem Film, nach ihr lebte nur Kathryn Popper († 2016).
In den folgenden Jahren war Louise Currie in größeren Rollen in Filmen wie Voodoo Man (1944) und Sensationen für Millionen (ebenfalls 1944) sowie in zahlreichen nicht im Abspann genannten Neben- und Statistenrollen zu sehen. Neben insgesamt mehr als 40 Filmauftritten wirkte Currie in den 1950er Jahren zudem als Gastdarstellerin in mehreren Fernsehserien mit. 1956 beendete sie ihre Schauspielkarriere.
Currie war dreimal verheiratet und wurde Mutter von zwei Kindern. Zuletzt heiratete sie 2002 mit fast 90 Jahren Grover Asmus, die Ehe dauerte bis zu dessen Tod im Folgejahr an. Currie trat noch im hohen Alter bei Filmveranstaltungen auf, darunter im Mai und August 2010 bei Aufführungen des Serials Adventures of Captain Marvel in der Academy of Motion Picture Arts and Sciences.
Im April 2013 konnte Louise Currie ihren 100. Geburtstag feiern. Sie starb fünf Monate später am 8. September 2013 in Santa Monica.

## Filmografie (Auswahl)
- 1940: Billy the Kid Outlawed
- 1940: You’ll Find Out
- 1941: The Green Hornet Strikes Again!
- 1941: Der Drache wider Willen (The Reluctant Dragon)
- 1941: Adventures of Captain Marvel (Serial)
- 1941: Citizen Kane
- 1943: The Ape Man
- 1943: The Masked Marvel (Serial)
- 1944: Voodoo Man
- 1944: Ali Baba und die vierzig Räuber (Ali Baba and the Forty Thieves)
- 1944: Weihnachtsurlaub (Christmas Holiday)
- 1944: Sensationen für Millionen (Sensations of 1945)
- 1945: Liebesbriefe (Love Letters)
- 1947: Charlie Chan – Der chinesische Ring (The Chinese Ring)
- 1949: Zwei Männer und drei Babies (And Baby Makes Three)
- 1951: Queen for a Day